# Katedrála Sainte-Croix-des-Arméniens
Katedrála Sainte-Croix-des-Arméniens (tj. svatého Kříže Arménů) je katedrální kostel arménské katolické církve ve Francii. Nachází se v Paříži ve 3. obvodu v historické čtvrti Marais na rohu ulic Rue Charlot a Rue du Perche. Byl postaven v letech 1623–1624 původně jako kaple kláštera kapucínů a v 19. století dvakrát rozšířen.

## Historie
V roce 1622 poskytl finančník Claude Charlot nadaci na sídlo pro pět kapucínů z kláštera v ulici Rue Saint-Honoré. Následujícího roku byla na místě bývalé herny jeu de paume podél Rue Charlot postavena klášterní kaple Neposkvrněného početí Panny Marie. Marie de Sévigné, jejíž palác se nacházel nedaleko, byla pravidelnou návštěvnicí bohoslužeb. V roce 1715 byla kaple přestavěna na kostel Saint-Jean-Saint-François.
Za Velké francouzské revoluce byl v letech 1793–1803 kostel uzavřen. Večer 20. ledna 1793 byly odtud do nedalekého Templu přeneseny předměty pro mši, kterou vláda povolila Ludvíkovi XVI. před jeho popravou. Klášter byl za revoluce zrušen. Kostel v roce 1811 odkoupilo město Paříž a v letech 1828–1832 byl rozšířen. V roce 1844 pro něj vytvořil varhany Aristide Cavaillé-Coll jako jedny z prvních v Paříži. V roce 1855 byl kostel podruhé rozšířen.
V roce 1970 byl kostel, který byl před tím už uzavřen, svěřen arménské komunitě, která měla jen malou kapli v 5. obvodu, dnes její kulturní centrum. Kostel změnil zasvěcení na Saint-Jean-Sainte-Croix a stal se katedrálou arménské katolické církve. Od roku 1986 nese svůj současný název.
V presbytáři se nachází fragment roucha svaté Isabely, sestry svatého Ludvíka a zakladatelky kláštera Longchamp.

## Kostel dnes
Kostel je pro nedostatek dobrovolníků otevřen pouze v neděli. Aby byly bohoslužby přístupné co největšímu počtu návštěvníků, probíhá kázání ve francouzštině, ale zbytek liturgie a především tradiční písně jsou v arménštině. Kostel není určen výhradně pro věřící ze 3. obvodu. Naopak většina jich pochází převážně z 15. obvodu a sousedního města Issy-les-Moulineaux, dále z Clamart, Maisons-Alfort, Asnières-sur-Seine aj.